# 傑克·馬里納耶
杰克·马里纳耶（Gjekë Marinaj）美籍阿尔巴尼亚诗人，作家，翻译，以及文学评论家。 现居美国，担任“美籍阿尔巴尼亚作家协会”（成立于2001年）主席，出版过多部诗集。2008年， 马里纳耶获得由阿尔巴尼亚文化部颁发的“皮赫特·阿伯罗利奖”。

## 早期生涯
杰克·马里纳耶1965年生于北阿尔巴尼亚大马勒西区的一个叫布拉特的小村庄。1990年4月，马里纳耶发表了名为《马群》（原文：Kuajt）的反共的讽刺诗歌。当意识到自己即将被共党逮捕，马里纳耶于同年9月从阿尔巴尼亚-南斯拉夫边界非法越境至南斯拉夫，随后转到美国。 1991年7月，马里纳耶抵达圣地亚哥，之后前往美国达拉斯的理查森。在那他获得布鲁克海文学院的社科学副学士学位。马里纳耶随后在德州大学继续他的求学生涯并于 2006年以优异的成绩取得文学学士学位，在2008年获得同专业硕士学位。如今，他在德州大学达拉斯分校攻读文学博士学位。与此同时，马里纳耶于2001年起在里奇兰学院教授英文与传媒学课程并担任世界文学课程的老师。

### 出版作品
马里纳耶相继出版了诗歌集以及新闻文学评论集。他的三部诗集包括：
《不要离开我》（原文：Mos më ik larg），《无限》（原文：Infinit），以及《星期八的祷告者》（原文：Lutje në ditën e tetë të javës）。. 

除了他的诗集以外，马里纳耶还出版了作家访谈录《镜子的另一面》（原文：Ana tjetër e pasqyrës），文章论文精选集《守不住的秘密》（原文：Ca gjëra nuk mund të mbeten sekret），以及文学评论书籍《质子理论：理论付诸实践》（原文：Protonizmi: nga teoria në praktikë）。

### 主要获奖成就
2008年，马里纳耶获得由QNK（阿尔巴尼亚文化部）颁发的皮赫特·阿伯罗利奖。